# Mesosa incongrua
Mesosa incongrua är en skalbaggsart som beskrevs av Francis Polkinghorne Pascoe 1885. Mesosa incongrua ingår i släktet Mesosa och familjen långhorningar. Inga underarter finns listade i Catalogue of Life.